# 都廳前站
都廳前站（日语：／ Tochōmae eki */?）是位於日本東京都新宿區西新宿二丁目，屬於東京都交通局（都營地下鐵）大江戶線的地鐵車站，亦是該線的起點站。車站編號是E 28。
一如站名，此站位於東京都廳舍前方，是該機構最近的車站。
光丘方向（放射線）與環狀線的轉乘站，新宿西口、飯田橋方向開出的列車以此站為終點站。

## 历史
開業前本站暫名「西新宿」。其後此站名稱為丸之內線一車站的站名，另外附近另一大江戶線車站亦名為「西新宿五丁目」。
- 1997年（平成9年）12月19日：都營12號線車站開業。
- 1998年（平成10年）10月14日：獲選關東車站百選。
- 2000年（平成12年）
  - 4月20日：都營12號線改稱大江戶線。
  - 8月1日：西新宿站務管理所改稱都廳前站務管理所。
  - 12月12日：都營大江戶線自國立競技場至本站的環狀線路段啟用，全線開業。
- 2015年（平成27年）4月1日：市谷站務管理所廢止，市谷站務區併入都廳前站務管理所。
- 2016年（平成28年）4月1日：都廳前站務管理所改組成都廳前站務管區。都廳前站務區的東中野站、中井站移交給練馬站務區。伴隨着上野御徒町站務區新宿西口站務區廢除，牛込柳町站－新宿西口站間移交。

## 車站構造
本站月台採島式月台2面4線設計，但使用上是外側（1號線與4號線，六本木、大門、練馬、光丘方向）和內側月台（2號線與3號線，飯田橋、兩國方向）同方向，因此六本木、大門方向與飯田橋、兩國方向（練馬、光丘方向的乘客往飯田橋、兩國方向）及本站終停下車月台與練馬、光丘方向（飯田橋、兩國方向的乘客往練馬、光丘方向）可跨月台轉乘。
本站設有直達東京都廳舍的出口。該出口曾於2004年4月至2008年8月間基於安全理由而被封閉（2005年4月至7月曾短時間重開），其後在加強保安後重開，現時該出口的開放時間與東京都廳舍一致。
大江戶線列車從光丘通過本站後，經六本木、大門、兩國、飯田橋回到本站後，再從本站折返經原路線返回光丘，呈現6字形運行。換句話說，來自飯田橋、兩國方向的全部電車在本站折返不前往光丘方向（但軌道連通）。折返列車在到達3號線下車月台後，先進入光丘方向的拖上線，再回到2號線月台。
過去站內設有東京都交通局綜合資訊處（錦糸町移入）與定期券售票處，現已廢止。
本站有通往東京都廳舍的出入口，配合平日都廳業務時間開放。過去在2004年4月至2008年8月因恐攻事件關閉（2005年4月至7月暫時解除）。
大江戶線曾規畫以大型20公尺車廂10輛編組列車運行，當時的光丘方向與六本木、大門方向月台為東西向，飯田橋、兩國方向月台為南北向，呈現L形2層構造。
本站為都廳前站務管區所在站，管理都廳前站務區（中野坂上站 - 大江戶線新宿站間與新宿西口站 - 牛込柳町站間）、練馬站務區（光丘站 - 東中野站間）、市谷站務區（新宿線新宿站 - 岩本町站間，但不包含神保町站）。

### 月台配置
| 月台 | 路線     | 目的地                                     |
| ---- | -------- | ------------------------------------------ |
| 1    | 大江戶線 | 新宿、六本木、大門方向                     |
| 2    | 大江戶線 | 新宿西口、飯田橋、兩國方向                 |
| 3    | 大江戶線 | 下車月台（飯田橋方向起的列車）（本站終點） |
| 4    | 大江戶線 | 練馬、光丘方向                             |

（來源：都營地下鐵:車站構內圖 （页面存档备份，存于））
在只開通光丘至新宿段的時期，由於大江戶線新宿站的設計沒有橫渡線，需要以本站的道岔代替。當時本站至新宿段以雙單線方式運行，而當時本站的月台配置亦配合了有關安排：1、3號月台是往新宿方向月台，2、4號月台是往光丘方向月台。
本站是大江戶線中唯一大廳設有列車資訊顯示器的車站。
大江戶線全線開通時，2號線站名標顯示[←新宿西口 都廳前 西新宿五丁目]，3號線站名標顯示[←西新宿五丁目 都廳前 新宿西口]。現在的站名標已去掉2號線的[西新宿五丁目]與3號線的[←西新宿五丁目／新宿西口]部分。

### 配線圖
| | ↑ 飯田橋、兩國 方向              |  |
| ← 中野坂上 、練馬、 光丘 方向 | 都營地下鐵 都廳前站 鐵道配線略圖 |  |
| | ↓ 六本木、大門 方向              |  |
| 图例 参考文献：* 參考資料： ** 鉄道ファン編集部、「特集 短絡線ミステリー6 - 地下鉄の謎」、交友社、『鉄道ファン』 第43巻2号（通巻第502号） 2003年2月号、16ページ、「図2-7 都庁前」、2003年。 |                                  |  |

拖上線設在西新宿五丁目側，主要由來自飯田橋、兩國方向的列車使用。新宿西口側也有橫渡線，但一般不使用。

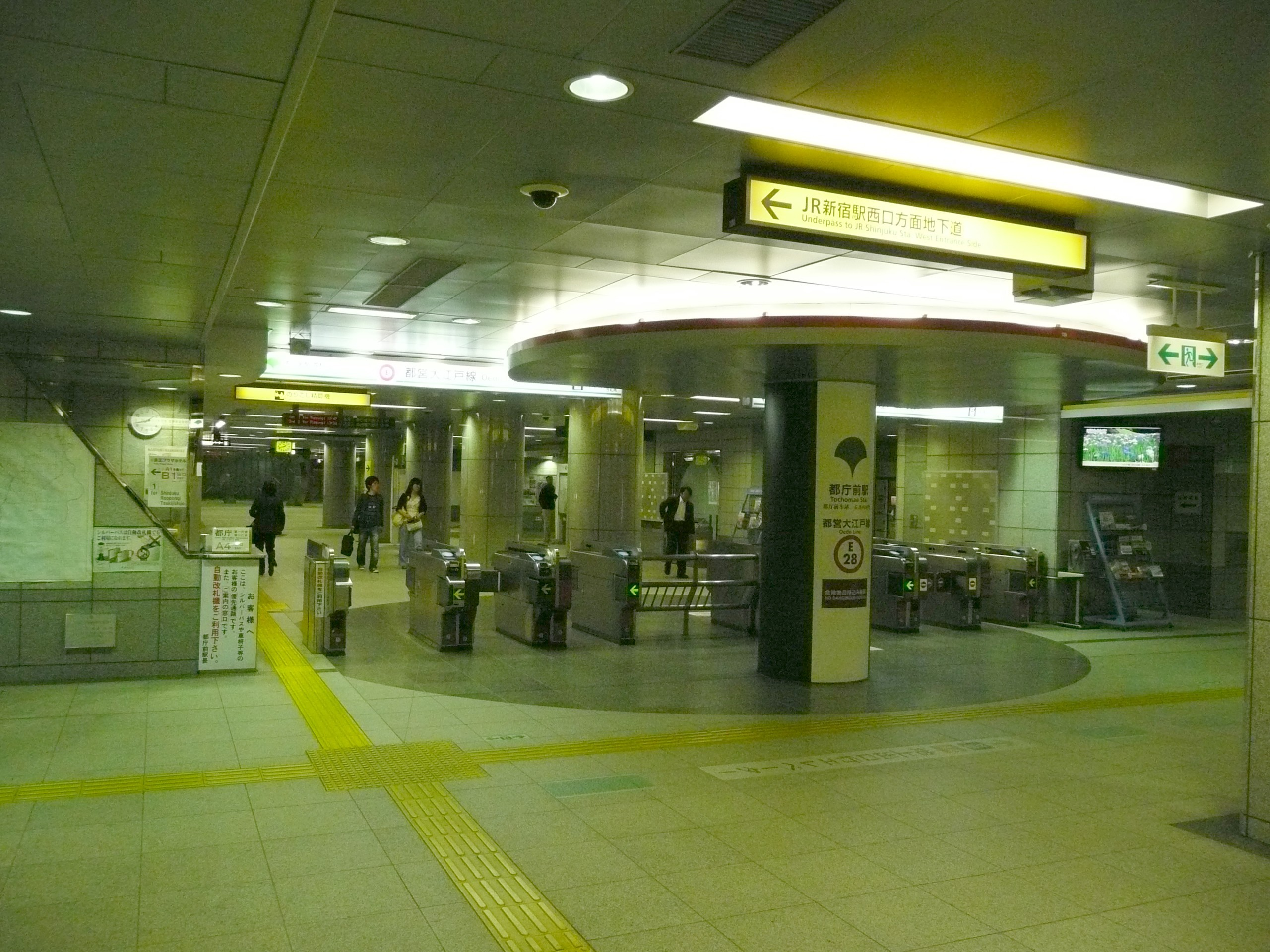
剪票口
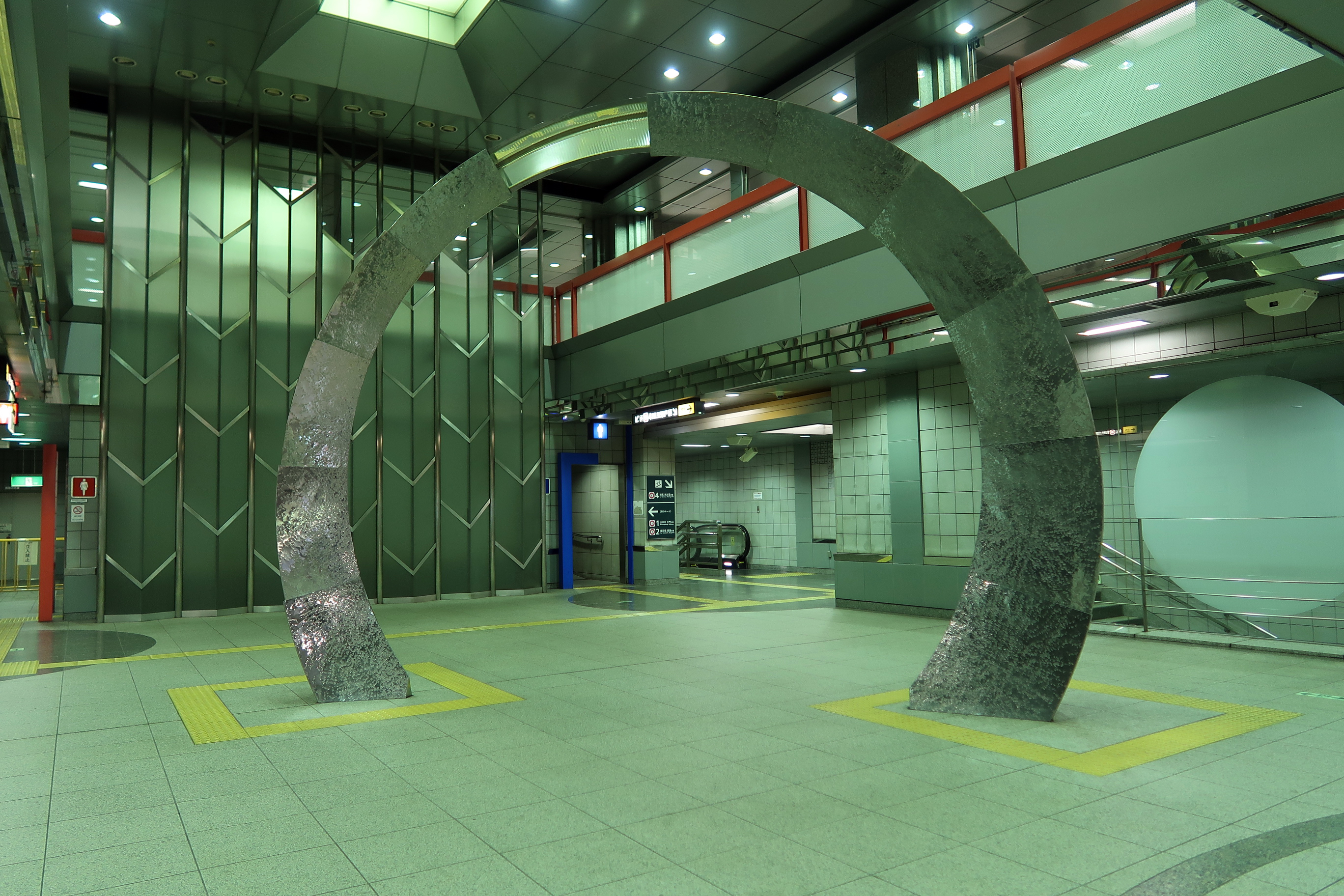
大堂
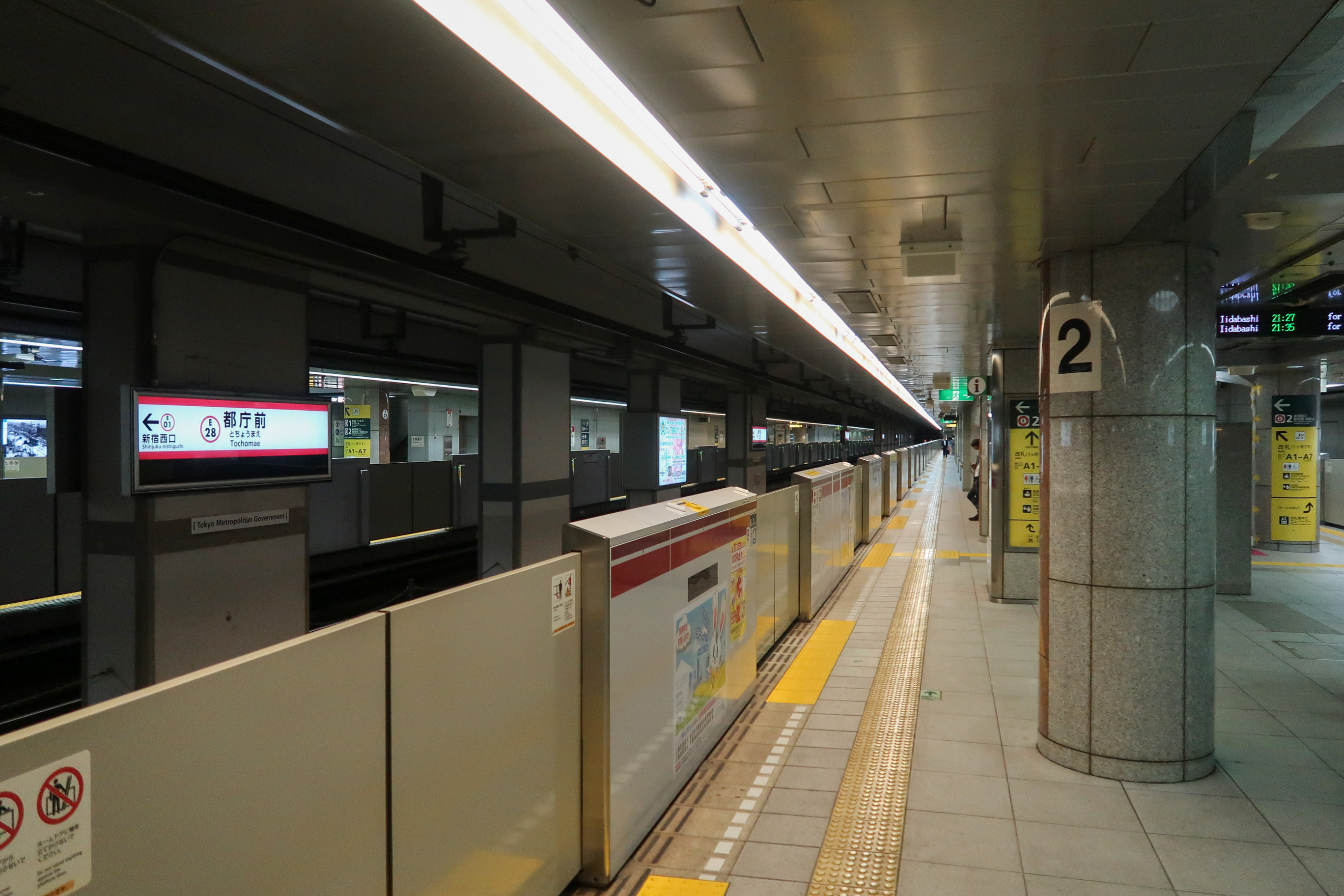
車站月台

## 利用狀況
2017年度1日平均上下車人次為50,008人（上車人次24,329人，下車人次25,769人）。
開業以來1日平均上下車、上車人次變化如下表。
| 年度               | 1日平均 上下車人次 | 1日平均 上車人次 | 來源     |
| ------------------ | ------------------ | ---------------- | -------- |
| 1997年（平成09年） |                    | 3,592            | [ * 1 ]  |
| 1998年（平成10年） |                    | 3,926            | [ * 2 ]  |
| 1999年（平成11年） |                    | 4,041            | [ * 3 ]  |
| 2000年（平成12年） | 14,552             | 6,209            | [ * 4 ]  |
| 2001年（平成13年） | 26,157             | 11,656           | [ * 5 ]  |
| 2002年（平成14年） | 29,287             | 13,034           | [ * 6 ]  |
| 2003年（平成15年） | 31,788             | 14,089           | [ * 7 ]  |
| 2004年（平成16年） | 33,361             | 14,881           | [ * 8 ]  |
| 2005年（平成17年） | 35,013             | 15,683           | [ * 9 ]  |
| 2006年（平成18年） | 36,703             | 16,495           | [ * 10 ] |
| 2007年（平成19年） | 37,809             | 17,284           | [ * 11 ] |
| 2008年（平成20年） | 38,072             | 17,668           | [ * 12 ] |
| 2009年（平成21年） | 37,335             | 17,517           | [ * 13 ] |
| 2010年（平成22年） | 37,381             | 17,612           | [ * 14 ] |
| 2011年（平成23年） | 37,545             | 17,695           | [ * 15 ] |
| 2012年（平成24年） | 40,652             | 19,247           | [ * 16 ] |
| 2013年（平成25年） | 42,291             | 20,105           | [ * 17 ] |
| 2014年（平成26年） | 43,750             | 20,971           | [ * 18 ] |
| 2015年（平成27年） | 46,518             | 22,362           | [ * 19 ] |
| 2016年（平成28年） | 48,473             | 23,449           | [ * 20 ] |
| 2017年（平成29年） | 50,008             | 24,239           |          |

## 車站周邊
此站位於新宿高層大廈群之中。
- 地下鐵西新宿站（丸之內線）→地下通路連繋
- 東京都廳舍
- 新宿中央公園
- 新宿住友大廈
- 新宿三井大廈
- 京王廣場酒店
- 東京凱悅酒店（日语：ハイアットリージェンシー東京）
- 東京希爾頓酒店（日语：ヒルトン東京）
- 華盛頓酒店（日语：ワシントンホテル (藤田観光)）
- 新宿中心大廈
- 第一生命大廈
- 新宿Monolith大廈（日语：新宿モノリスビル）
- 新宿NS大廈
- KDDI大廈
- 工學院大學
- 東京醫科大學醫院

### 巴士路線
「都廳第一本廳舍」 - A4出口。
- C・H01（都廳循環）：往新宿站西口（都營、京王）

「都廳本廳舍｣
- 新宿WE BUS（新宿站周邊設施循環）：新宿站、新宿御苑方向（京王） - 白天路線僅能下車

## 相鄰車站
都營地下鐵
 大江戶線
飯田橋、兩國方向
都廳前（E 28）－新宿西口（E 01）
六本木、大門/練馬、光丘方向
新宿（E 27）－都廳前（E 28）－西新宿五丁目（E 29）

### 來源
東京都統計年鑑
1. ↑  .   [2017-05-28]. （原始内容存档于2016-03-04）.
2. ↑  東京都統計年鑑（平成10年）PDF
3. ↑  東京都統計年鑑（平成11年）PDF
4. ↑  .   [2017-05-28]. （原始内容存档于2016-03-04）.
5. ↑  .   [2017-05-28]. （原始内容存档于2016-03-04）.
6. ↑  .   [2017-05-28]. （原始内容存档于2017-07-29）.
7. ↑  .   [2017-05-28]. （原始内容存档于2017-07-29）.
8. ↑  .   [2017-05-28]. （原始内容存档于2017-07-29）.
9. ↑  .   [2017-05-28]. （原始内容存档于2017-07-29）.
10. ↑  .   [2017-05-28]. （原始内容存档于2017-07-29）.
11. ↑  .   [2017-05-28]. （原始内容存档于2017-07-29）.
12. ↑  .   [2017-05-28]. （原始内容存档于2017-07-29）.
13. ↑  .   [2017-05-28]. （原始内容存档于2016-03-26）.
14. ↑  .   [2017-05-28]. （原始内容存档于2016-03-27）.
15. ↑  .   [2017-05-28]. （原始内容存档于2016-03-25）.
16. ↑  .   [2017-05-28]. （原始内容存档于2016-03-27）.
17. ↑  .   [2017-05-28]. （原始内容存档于2016-03-22）.
18. ↑  .   [2017-05-28]. （原始内容存档于2017-07-30）.
19. ↑  .   [2017-05-28]. （原始内容存档于2018-11-09）.
20. ↑  .   [2019-02-25]. （原始内容存档于2019-05-02）.

## 外部連結
- 都廳前 - 東京都交通局